# Aponogeton distachyos
Aponogeton distachyos là một loài thực vật có hoa trong họ Aponogetonaceae. Loài này được L.f. mô tả khoa học đầu tiên năm 1782.